# August Kraft (Missionar)
August Kraft (* 28. Februar 1863 in Altwildungen; † 7. März 1928 in Hola) war ein deutscher freikirchlicher Missionar und Erweckungsprediger.

## Leben
August Kraft wurde als viertes Kind des Landwirts Philipp Kraft und seiner Ehefrau Luise geboren. Seine Mutter verstarb bereits 1874. Sein Vater heiratete 1875 Friederike Michel, verstarb jedoch 1881.
Von 1870 bis 1879 besuchte Kraft die Volksschule in Altwildungen. Danach machte er eine Lehre als Schreiner, zunächst bei seinem Onkel Phillip Fink, dann in Barmen bei dem Schreinermeister Ernst Bangert. Während seiner Lehre hatte Kraft Kontakt zum Gemarker Jünglingsverein, bei dem er entscheidende Impulse für seinen Glauben erhielt. Zudem lernte er den FeG-Pastor Friedrich Sprenger kennen, der Einfluss auf ihn hatte. Nach Beendigung seiner Lehre zog Kraft mit Sprenger nach Remscheid-Lüttringhausen, kehrte jedoch bereits acht Wochen später nach Barmen zurück. 
In Elberfeld machte Kraft Bekanntschaft mit einem Schreinermeister aus Haan, der ihn schließlich einstellte. Die Anstellung in Haan verließ Kraft jedoch bereits wieder nach rund sieben Monaten. Sein unruhiges Leben führte in schließlich über Wülfrath, Heidelberg und Wiesbaden zurück nach Elberfeld. 1884 erkrankte Kraft schwer, so dass ihm der Arzt riet, nicht mehr in seinen Beruf zurückkehren. Letztlich fand er eine Anstellung in einem Waisenhaus in Neukirchen. 1885 stellte er dort einen Aufnahmeantrag um am dortigen Missionsseminar der Waisen- und Missions-Anstalt in Neukirchen eine Ausbildung zu beginnen. Nach seiner Ausbildung war aufgrund politischer Umstände eine Ausreise als Missionar zunächst nicht möglich, so dass Kraft ab 1891 auf Einladung von Heinrich Menge in der Gegend um Waldeck Missions- und Bibelstunden abhielt. Mit Prinz Heinrich von Waldeck, dem die Kirche zu liberal war, gewann er einen gewichtigen Fürsprecher, der ihn auch gegen den Widerstand der Landeskirche in seinem Bemühen um evangelistische Veranstaltungen unterstützte. 
Die zunehmenden Widerstände gegen Krafts Anstrengungen, innerhalb der Volkskirche eine Erweckung zu initiieren, gipfelten schließlich in handgreiflichen Auseinandersetzungen und der Distanzierung seiner Arbeit von der Landeskirche, was die Bildung Freier evangelischer Gemeinden im Waldecker Land zur Folge hatte. Auf Empfehlung des Wittener Predigers und Buchhändlers Friedrich Fries wurde Kraft ab 1892 von dem Verwaltungssekretär Gustav Nagel begleitet, bevor der die Evangelische Predigerschule in Basel besuchte. 1892 verließ Kraft das Waldecker Gebiet um nach Neukirchen zurückzukehren, wo er im Februar 1893 in den Missionsdienst eintrat und über Amsterdam nach Ostafrika ausreiste. Im Gebiet des heutigen Kenia übernahm er die Arbeit von Missionar Ferdinand Würtz, der die Sprache der Pokomo erlernt und einige Abschnitte des Neuen Testamentes in die Landessprache Kipokomo übersetzt hatte. Am 17. Februar 1895 heiratete er auf Sansibar seine langjährige Bekannte Emilie Mutz, mit der er vier Kinder hatte. Im August 1900 reiste die Familie nach Deutschland zurück, um einen längeren Heimaturlaub anzutreten. Dem ersten Missionseinsatz am Tanafluss folgten zwei weitere von 1902 bis 1907 und danach von 1909 bis 1916. 
Im Konflikt innerhalb der Neukirchener Missionare bezüglich der Tauffrage hielt sich Kraft weitestgehend neutral und argumentierte, dass die Neukirchener Mission nicht einer Kirche oder Freikirche verpflichtet sei. Im Zuge des Ersten Weltkrieges, in dem Briten und Belgier Ostafrika eroberten, geriet Kraft am 4. Juni 1916 in Burundi in belgische Gefangenschaft und wurde schließlich in Südfrankreich interniert. Danach arbeitete er von 1920 bis 1925 als Hausvater im Neukirchener Missionshaus, bis er schließlich im Alter von 63 Jahren erneut nach Afrika ausreiste, wo er in Hola, einer Kleinstadt am Tanafluss, seinen Wohnsitz bezog. Die klimatischen Bedingungen, mangelnde Ergebnisse der Missionsarbeit sowie Depressionen waren die Ursache für wiederholte Erschöpfungszustände. Seine Depressionen führten schließlich in der Nacht vom 7. auf den 8. März 1928 zum Selbstmord. Kraft erschoss sich mit einer Schrotflinte.